# Negation
Pour les articles homonymes, voir négation.

Negation est un comics publié par CrossGen, scénarisé par Mark Waid et Tony Bedard, et dessinée par Paul Pelletier, qui dura 28 épisodes incluant une préquelle. 

## Équipe artistique
- scénario : Mark Waid (prequel, #1-3), Tony Bedard (prequel, #1-27)
- dessin : Paul Pelletier, Andy Smith (#6), Yanick Paquette (#11)
- encrage : Dave Meikis, Brad Vancata (#6), Drew Geraci (#11)
- couleurs : James Rochelle, Jason Lambert (#6), Larry Molinar (#11), Justin Thyme (#27)

## Synopsis
La série met en scène un groupe d'individus en provenance de mondes différents de l'univers du Sigil, qui se retrouvent prisonniers dans un autre univers, celui de la Negation, et soumis à une batteries de tests. En effet, Charon, le maître de cet univers, prépare une invasion du leur et désire se renseigner sur leurs races et en particulier la race des First, dieux de l'univers du sigil, et les porteurs de sigil, dont les pouvoirs connaissent des ratés dans cet univers.
Menés par Obregon Kaine, un simple humain capable de s'imposer face aux êtres puissants qui l'entourent, les prisonniers vont s'évader, fuir à la recherche d'un passage vers leur univers.
Au fil de la série, pleine de rebondissements et de révélations, un grand nombre de personnages mourront ou joueront double-jeu.

## À noter
La série fera également l'objet de deux mini-séries dérivées (spin-offs) : Negation : Lawbringer (one-shot) et Mark of Charon (mini-série de 5 épisodes) mettant en scène les forces de la Negation et la création par Charon de porteurs de sa propre marque, le ligis.
L'existence d'Obregon Kaine avant le début de la série sera développé par Tony Bedard (scénario) et Rudy Nebres (dessins) dans Crossgen Chronicles #7.
La série sera suivie de la mini-série Negation War, censée raconter l'invasion de l'univers du Sigil par les forces de l'univers de la Negation et la réaction des autres séries Crossgen se déroulant dans l'univers du sigil, mini-série qui avortera malheureusement au bout de 2 épisodes, à la suite de la banqueroute de CrossGen.

## Publications
La préquelle et les numéros 1-7 de la série ont été traduits en France dans les numéros 1-7 de la revue Crossgen Extra de Semic qui s'arrêtera faute de succès.